# Paskovac
Paskovac (cyr. Пасковац) – wieś w Serbii, w okręgu maczwańskim, w mieście Loznica. W 2011 roku liczyła 609 mieszkańców.